# Čeradice (Moravany)
Čeradice je malá vesnice, část obce Moravany v okrese Pardubice. Nachází se asi 3 km na východ od Moravan. V roce 2011 zde trvale žilo 46 obyvatel.>
Čeradice leží v katastrálním území Čeradice nad Loučnou o rozloze 2,25 km².

## Název
Název vesnice je odvozen ze jména Čerad ve významu ves lidí Čeradových. V historických pramenech se jméno vsi objevuje ve tvarech: in Cziczeradicz (1325), v Čeradicích (1493, 1531), Czeradicze (1560), Cźeradicze (1564), w Czieradiczych (1564), Czeradicze (1654), Czeradicz (1789) a Ceradice, Čeradice nebo Ceraditz (1916).

## Obyvatelstvo
| Rok  | Obyvatel | Domů |
| 1869 | 170      | 26   |
| 1880 | 180      | 26   |
| 1890 | 156      | 27   |
| 1900 | 160      | 26   |
| 1910 | 182      | 27   |
| 1921 | 150      | 26   |
| 1930 | 142      | 30   |
| 1950 | 123      | 37   |
| 1961 | 133      | 30   |
| 1970 | 125      | 26   |
| 1980 | 105      | 27   |
| 1991 | 64       | 30   |
| 2001 | 61       | 30   |
| 2011 | 46       | 30   |

## Obecní správa
ČERADICE v r. 1869-1880 obec v okr. Pardubice, v r. 1890 pod názvem Ceradice obec v okr. Pardubice, v r. 1900-1910 pod názvem Ceradice t. Čeradice obec v okr. Pardubice, v r. 1921-1930 obec v okr. Pardubice, v r. 1950 obec v okr. Holice, v r. 1961-1976 obec v okr. Pardubice, od 30.4.1976 část obce Moravany v okr. Pardubice.